# Vòng loại Cúp bóng đá châu Phi 2015
Các trận đấu ở vòng loại Cúp bóng đá châu Phi 2015 đã xác định các đội tham dự Cúp bóng đá châu Phi 2015.
Tổng cộng có tất cả 16 đội tuyển giành quyền tham dự Cúp bóng đá châu Phi 2015.
Giải đấu ban đầu diễn ra ở Maroc, quốc gia từng tổ chức thành công cúp bóng đá châu Phi 1988, nhưng sau đó Maroc bị liên đoàn bóng đá châu Phi tước quyền đăng cai do lo ngại về dịch bệnh virus Ebola. Chủ nhà của giải đấu được bàn giao cho Guinea Xích Đạo.

## Các đội giành quyền tham dự

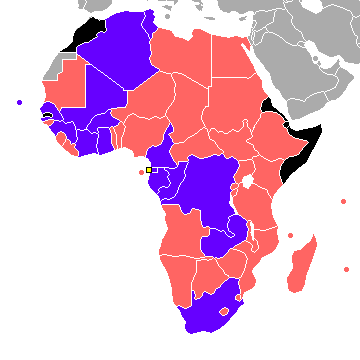
Các đội vượt qua vòng loại
Các đội không vượt qua vòng loại
Các đội bỏ cuộc hoặc không tham dự
Đội không phải là thành viên của CAF

| Đội             | Tư cách qua vòng loại         | Ngày vượt qua vòng loại | Lần tham dự | Lần gần đây nhất | Thành tích tốt nhất              |
| --------------- | ----------------------------- | ----------------------- | ----------- | ---------------- | -------------------------------- |
| Guinea Xích Đạo | Chủ nhà                       | 14 tháng 11 năm 2014    | 2nd         | 2012             | Tứ kết (2012)                    |
| Cabo Verde      | Nhất bảng F                   | 15 tháng 10 năm 2014    | 2nd         | 2013             | Tứ kết (2013)                    |
| Algérie         | Nhất bảng B                   | 15 tháng 10 năm 2014    | 16th        | 2013             | Vô địch (1990)                   |
| Tunisia         | Nhất bảng G                   | 14 tháng 11 năm 2014    | 17th        | 2013             | Vô địch (2004)                   |
| Nam Phi         | Nhất bảng A                   | 15 tháng 11 năm 2014    | 9th         | 2013             | Vô địch (1996)                   |
| Zambia          | Nhì bảng F                    | 15 tháng 11 năm 2014    | 17th        | 2013             | Vô địch (2012)                   |
| Cameroon        | Nhất bảng D                   | 15 tháng 11 năm 2014    | 17th        | 2010             | Vô địch (1984, 1988, 2000, 2002) |
| Gabon           | Nhất bảng C                   | 15 tháng 11 năm 2014    | 6th         | 2012             | Tứ kết (1996, 2012)              |
| Burkina Faso    | Nhì bảng C                    | 15 tháng 11 năm 2014    | 10th        | 2013             | Á quân (2013)                    |
| Sénégal         | Nhì bảng G                    | 15 tháng 11 năm 2014    | 13th        | 2012             | Á quân (2002)                    |
| Bờ Biển Ngà     | Nhì bảng D                    | 19 tháng 11 năm 2014    | 21st        | 2013             | Vô địch (1992)                   |
| Ghana           | Nhất bảng E                   | 19 tháng 11 năm 2014    | 20th        | 2013             | Vô địch (1963, 1965, 1978, 1982) |
| Guinée          | Nhì bảng E                    | 19 tháng 11 năm 2014    | 11th        | 2012             | Á quân (1976                     |
| Mali            | Nhì bảng B                    | 19 tháng 11 năm 2014    | 9th         | 2013             | Á quân (1972)                    |
| Cộng hòa Congo  | Nhì bảng A                    | 19 tháng 11 năm 2014    | 7th         | 2000             | Vô địch (1972)                   |
| CHDC Congo      | Đội đứng thứ ba xuất sắc nhất | 19 tháng 11 năm 2014    | 17th        | 2013             | Vô địch (1968, 1974)             |

## Phân loại hạt giống
| Vào thẳng vòng bảng | Tham dự vòng sơ loại | Tham dự vòng sơ loại |
| Vào thẳng vòng bảng | Phải tham dự vòng 1 | Phải tham dự vòng sơ loại |
| --- | --- | --- |
| 1. Nigeria (39.5 pts) 2. Ghana (38 pts) 3. Bờ Biển Ngà (36 pts) 4. Zambia (33 pts) 5. Burkina Faso (32 pts) 6. Mali (30 pts) 7. Tunisia (22.5 pts) 8. Algérie (18 pts) 9. Angola (17 pts) 10. Cabo Verde (16.5 pts) 11. Togo (14.5 pts) 12. Ai Cập (14.5 pts) 13. Nam Phi (13.5 pts) 14. Cameroon (13.5 pts) 15. CHDC Congo (12 pts) 16. Ethiopia (12 pts) 17. Gabon (12 pts) 18. Niger (11 pts) 19. Guinée (11 pts) 20. Sénégal (11 pts) 21. Sudan (10.5 pts) | 1. Libya (10.5 pts) 2. Guinea Xích Đạo (9 pts) 3. Botswana (8 pts) 4. Malawi (7 pts) 5. Uganda (6.5 pts) 6. Mozambique (6 pts) 7. Bénin (5.5 pts) 8. Sierra Leone (5 pts) 9. Cộng hòa Congo (5 pts) 10. Trung Phi (4.5 pts) 11. Zimbabwe (4 pts) 12. Kenya (4 pts) 13. Liberia (3.5 pts) 14. Gambia (3.5 pts) 15. Rwanda (3.5 pts) 16. Tanzania (3.5 pts) 17. Namibia (3 pts) 18. Burundi (2 pts) 19. Lesotho (2 pts) 20. Guiné-Bissau (1.5 pts) 21. Madagascar (1.5 pts) 22. Tchad (1 pt) 23. São Tomé và Príncipe (1 pt) 24. Seychelles (1 pts) 25. Comoros (0.5 pts) 26. Eswatini (0.5 pts) | 1. Mauritius (0.25 pts) 2. Eritrea (0 pts) 3. Mauritanie (0 pts) 4. Nam Sudan (0 pts) 5. Djibouti (bỏ cuộc) 6. Somalia (bỏ cuộc) |

## Lịch thi đấu
| Vòng đấu     | Lượt trận            | Ngày                      |
| ------------ | -------------------- | ------------------------- |
| Vòng sơ loại | Vòng sơ loại lượt đi | 11–13 tháng 4 năm 2014    |
| Vòng sơ loại | Vòng sơ loại lượt về | 18–20 tháng 4 năm 2014    |
| Vòng sơ loại | Vòng 1 lượt đi       | 16–18 tháng 5 năm 2014    |
| Vòng sơ loại | Vòng 1 lượt về       | 30 May–1 tháng 6 năm 2014 |
| Vòng sơ loại | Vòng 2 lượt đi       | 18–20 tháng 7 năm 2014    |
| Vòng sơ loại | Vòng 2 lượt về       | 1–3 tháng 8 năm 2014      |
| Vòng bảng    | 1                    | 5–6 tháng 9 năm 2014      |
| Vòng bảng    | 2                    | 10 tháng 9 năm 2014       |
| Vòng bảng    | 3                    | 10–11 tháng 10 năm 2014   |
| Vòng bảng    | 4                    | 15 tháng 10 năm 2014      |
| Vòng bảng    | 5                    | 14–15 tháng 11 năm 2014   |
| Vòng bảng    | 6                    | 19 tháng 11 năm 2014      |

## Vòng loại

### Vòng sơ loại
Lễ bốc thăm cho vòng sơ loại này được tổ chức vào ngày 27 tháng 4 năm 2014 tại Cairo, Ai Cập, thi đấu 2 lượt theo thể thức sân nhà-sân khách để chọn ra đội thắng cuộc giành quyền vào vòng đấu tiếp theo.
| Đội 1      | TTS | Đội 2     | Lượt đi | Lượt về |
| ---------- | --- | --------- | ------- | ------- |
| Mauritanie | 3–0 | Mauritius | 1–0     | 2–0     |
| Eritrea    | w/o | Nam Sudan | —       | —       |

| Mauritanie | 1–0      | Mauritius |
| ---------- | -------- | --------- |
| Ba 23'     | Chi tiết |           |

| Mauritius | 0–2      | Mauritanie           |
| --------- | -------- | -------------------- |
|           | Chi tiết | Sow 38' · Bessam 90' |

Mauritania thắng với tổng tỉ số 3–0 và giành quyền vào vòng 1.
| Eritrea | Hủy trận đấu | Nam Sudan |
| ------- | ------------ | --------- |
|         | Chi tiết     |           |

| Nam Sudan | Hủy trận đấu | Eritrea |
| --------- | ------------ | ------- |
|           | Chi tiết     |         |

Nam Sudan vào thẳng vòng 1 sau khi Eritrea bỏ cuộc.

### Vòng 1
Lễ bốc thăm cho vòng sơ loại thứ nhất được tổ chức vào ngày 27 tháng 4 năm 2014 tại Cairo, Ai Cập, thi đấu 2 lượt theo thể thức sân nhà-sân khách để chọn ra đội thắng cuộc giành quyền vào vòng đấu tiếp theo.
| Đội 1                | TTS     | Đội 2           | Lượt đi | Lượt về |
| -------------------- | ------- | --------------- | ------- | ------- |
| Liberia              | 1–2     | Lesotho         | 1–0     | 0–2     |
| Kenya                | 2–1     | Comoros         | 1–0     | 1–1     |
| Madagascar           | 2–2 (a) | Uganda          | 2–1     | 0–1     |
| Mauritanie           | awd.    | Guinea Xích Đạo | 1–0     | 0–3     |
| Namibia              | 1–3     | Cộng hòa Congo  | 1–0     | 0–3     |
| Libya                | 0–3     | Rwanda          | 0–0     | 0–3     |
| Burundi              | 0–1     | Botswana        | 0–0     | 0–1     |
| Trung Phi            | 1–3     | Guiné-Bissau    | 0–0     | 1–3     |
| Eswatini             | 1–2     | Sierra Leone    | 1–1     | 0–1     |
| Gambia               | awd.    | Seychelles      | —       | —       |
| São Tomé và Príncipe | 0–4     | Bénin           | 0–2     | 0–2     |
| Malawi               | 3–3 (a) | Tchad           | 2–0     | 1–3     |
| Tanzania             | 3–2     | Zimbabwe        | 1–0     | 2–2     |
| Mozambique           | 5–0     | Nam Sudan       | 5–0     | 0–0     |

| Liberia    | 1–0      | Lesotho |
| ---------- | -------- | ------- |
| Laffor 40' | Chi tiết |         |

| Lesotho                       | 2–0      | Liberia |
| ----------------------------- | -------- | ------- |
| Potloane 2' · Jetoh 5' (l.n.) | Chi tiết |         |

Lesotho thắng với tổng tỉ số 2–1 và giành quyền vào vòng 2.
| Kenya     | 1–0      | Comoros |
| --------- | -------- | ------- |
| Omolo 34' | Chi tiết |         |

| Comoros    | 1–1      | Kenya      |
| ---------- | -------- | ---------- |
| Saandi 78' | Chi tiết | Masika 56' |

Kenya thắng với tổng tỉ số 2–1 và giành quyền vào vòng 2.
| Madagascar                                   | 2–1      | Uganda              |
| -------------------------------------------- | -------- | ------------------- |
| Andriatsima 9' (ph.đ.) · Andriamatsinoro 24' | Chi tiết | Kiiza 90+4' (ph.đ.) |

| Uganda    | 1–0      | Madagascar |
| --------- | -------- | ---------- |
| Massa 12' | Chi tiết |            |

Tổng tỉ số là 2–2. Uganda giành quyền vào vòng 2 nhờ luật bàn thắng sân khách.
| Mauritanie  | 1–0      | Guinea Xích Đạo |
| ----------- | -------- | --------------- |
| Diakité 76' | Chi tiết |                 |

| Guinea Xích Đạo               | 3–0      | Mauritanie |
| ----------------------------- | -------- | ---------- |
| Mina 2' · Rivas 71' · Dio 74' | Chi tiết |            |

Guinea Xích Đạo thắng với tổng tỉ số 3–1. Tuy nhiên, vào ngày 3 tháng 7 năm 2014, CAF xác định Guinea Xích Đạo cấm tham dự vòng đấu tiếp theo do sử dụng cầu thủ Thierry Fidjeu không đủ điều kiện thi đấu, vì vậy, Mauritanie đặc cách giành quyền vào thẳng vòng 2. Guinea Xích Đạo sau đó đã đủ điều kiện cho giải đấu cuối cùng với tư cách là chủ nhà thay thế.
| Namibia    | 1–0      | Cộng hòa Congo |
| ---------- | -------- | -------------- |
| Bester 87' | Chi tiết |                |

| Cộng hòa Congo                         | 3–0      | Namibia |
| -------------------------------------- | -------- | ------- |
| Ganvoula 43' · Doré 46' · Douniama 66' | Chi tiết |         |

Congo thắng với tổng tỉ số 3–1 và giành quyền vào vòng 2.
| Libya | 0–0      | Rwanda |
| ----- | -------- | ------ |
|       | Chi tiết |        |

| Rwanda               | 3–0      | Libya |
| -------------------- | -------- | ----- |
| Birori 38', 62', 72' | Chi tiết |       |

Rwanda thắng với tổng tỉ số 3–0 và giành quyền vào vòng 2.
| Burundi | 0–0      | Botswana |
| ------- | -------- | -------- |
|         | Chi tiết |          |

| Botswana     | 1–0      | Burundi |
| ------------ | -------- | ------- |
| Mogorosi 57' | Chi tiết |         |

Botswana thắng với tổng tỉ số 1–0 và giành quyền vào vòng 2.
| Trung Phi | 0–0      | Guiné-Bissau |
| --------- | -------- | ------------ |
|           | Chi tiết |              |

| Guiné-Bissau                       | 3–1      | Trung Phi      |
| ---------------------------------- | -------- | -------------- |
| Cícero 2', 39' · Kassaï 15' (l.n.) | Chi tiết | Kéthévoama 46' |

Guiné-Bissau thắng với tổng tỉ số 3–1 và giành quyền vào vòng 2.
| Eswatini    | 1–1      | Sierra Leone    |
| ----------- | -------- | --------------- |
| Shongwe 56' | Chi tiết | Sesay-Fullah 2' |

| Sierra Leone           | 1–0      | Eswatini |
| ---------------------- | -------- | -------- |
| U. Bangura 66' (ph.đ.) | Chi tiết |          |

Sierra Leone thắng với tổng tỉ số 2–1 và giành quyền vào vòng 2.
| Gambia | Hủy trận đấu | Seychelles |
| ------ | ------------ | ---------- |
|        | Chi tiết     |            |

| Seychelles | Hủy trận đấu | Gambia |
| ---------- | ------------ | ------ |
|            | Chi tiết     |        |

Seychelles giành quyền vào thẳng vòng 2 sau khi Gambia rút lui để tập trung cho giải vô địch bóng đá U-20 châu Phi 2015 diễn ra tại Liberia.
| São Tomé và Príncipe | 0–2      | Bénin                      |
| -------------------- | -------- | -------------------------- |
|                      | Chi tiết | Sessègnon 82', 90' (ph.đ.) |

| Bénin                         | 2–0      | São Tomé và Príncipe |
| ----------------------------- | -------- | -------------------- |
| Gounongbé 27' · Sessègnon 73' | Chi tiết |                      |

Bénin thắng với tổng tỉ số 4–0 và giành quyền vào vòng 2.
| Malawi         | 2–0      | Tchad |
| -------------- | -------- | ----- |
| Mhango 6', 74' | Chi tiết |       |

| Tchad                           | 3–1      | Malawi       |
| ------------------------------- | -------- | ------------ |
| N'Douassel 16', 36' · Ninga 18' | Chi tiết | Ngalande 62' |

Tổng tỉ số là 3–3. Malawi giành quyền vào vòng 2 nhờ luật bàn thắng sân khách.
| Tanzania  | 1–0      | Zimbabwe |
| --------- | -------- | -------- |
| Bocco 13' | Chi tiết |          |

| Zimbabwe                | 2–2      | Tanzania                   |
| ----------------------- | -------- | -------------------------- |
| Phiri 3' · Katsande 54' | Chi tiết | Haroub 22' · Ulimwengu 46' |

Tanzania thắng với tổng tỉ số 3–2 và giành quyền vào vòng 2.
| Mozambique                                           | 5–0      | Nam Sudan |
| ---------------------------------------------------- | -------- | --------- |
| Josemar 12' · Mexer 42' · Sonito 45', 53' · Isac 82' | Chi tiết |           |

| Nam Sudan | 0–0      | Mozambique |
| --------- | -------- | ---------- |
|           | Chi tiết |            |

Mozambique thắng với tổng tỉ số 5–0 và giành quyền vào vòng 2.

## Vòng 2
Lễ bốc thăm cho vòng sơ loại thứ hai được tổ chức vào ngày 27 tháng 4 năm 2014 tại Cairo, Ai Cập. 14 đội thắng cuộc ở vòng 1 sẽ giành quyền tham dự vòng đấu này.
| Đội 1          | TTS         | Đội 2        | Lượt đi | Lượt về |
| -------------- | ----------- | ------------ | ------- | ------- |
| Lesotho        | 1–0         | Kenya        | 1–0     | 0–0     |
| Uganda         | 3–0         | Mauritanie   | 2–0     | 1–0     |
| Cộng hòa Congo | awd.        | Rwanda       | 2–0     | 0–2     |
| Botswana       | 3–1         | Guiné-Bissau | 2–0     | 1–1     |
| Sierra Leone   | w/o         | Seychelles   | 2–0     | —       |
| Bénin          | 1–1 (3–4 p) | Malawi       | 1–0     | 0–1     |
| Tanzania       | 3–4         | Mozambique   | 2–2     | 1–2     |

| Lesotho        | 1–0      | Kenya |
| -------------- | -------- | ----- |
| Seturumane 66' | Chi tiết |       |

| Kenya | 0–0      | Lesotho |
| ----- | -------- | ------- |
|       | Chi tiết |         |

Lesotho thắng với tổng tỉ số 1–0 và giành quyền vào bảng C.
| Uganda                  | 2–0      | Mauritanie |
| ----------------------- | -------- | ---------- |
| Majwega 48' · Massa 69' | Chi tiết |            |

| Mauritanie | 0–1      | Uganda        |
| ---------- | -------- | ------------- |
|            | Chi tiết | Ssentongo 89' |

Uganda thắng với tổng tỉ số 3–0 và giành quyền vào bảng E.
| Cộng hòa Congo        | 2–0      | Rwanda |
| --------------------- | -------- | ------ |
| Gandzé 66' · Doré 78' | Chi tiết |        |

| Rwanda                                                       | 2–0      | Cộng hòa Congo                                          |
| ------------------------------------------------------------ | -------- | ------------------------------------------------------- |
| Ndahinduka 51' · Kagere 58'                                  | Chi tiết |                                                         |
| Loạt sút luân lưu                                            |          |                                                         |
| Tubane · Mbaraga · Kagere · Bayisenge · Niyonzima · Sibomana | 4–3      | Doré · N'Dinga · Ganvoula · Bifouma · Lépicier · Lakolo |

Tổng tỉ số là 2–2. Rwanda thắng Congo trên chấm 11m. Tuy nhiên, vào ngày 17 tháng 8 năm 2014, CAF xác định Rwanda không được tham dự vòng đấu tiếp theo do sử dụng cầu thủ Daddy Birori không đủ điều kiện thi đấu, vì vậy, Congo đặc cách giành quyền vào thẳng bảng A.
| Botswana             | 2–0      | Guiné-Bissau |
| -------------------- | -------- | ------------ |
| Tshireletso 29', 38' | Chi tiết |              |

| Guiné-Bissau | 1–1      | Botswana          |
| ------------ | -------- | ----------------- |
| Seidi 17'    | Chi tiết | Ramatlhakwane 80' |

Botswana thắng với tổng tỉ số 3–1 và giành quyền vào bảng G.
| Sierra Leone                        | 2–0      | Seychelles |
| ----------------------------------- | -------- | ---------- |
| Jabbie 55' · U. Bangura 72' (ph.đ.) | Chi tiết |            |

| Seychelles | Hủy trận đấu | Sierra Leone |
| ---------- | ------------ | ------------ |
|            | Chi tiết     |              |

Sierra Leone giành quyền vào thẳng bảng D sau khi Seychelles bỏ cuộc do lo ngại về dịch bệnh virus Ebola.
| Bénin         | 1–0      | Malawi |
| ------------- | -------- | ------ |
| Sessègnon 19' | Chi tiết |        |

| Malawi                              | 1–0      | Bénin                                      |
| ----------------------------------- | -------- | ------------------------------------------ |
| Banda 13'                           | Chi tiết |                                            |
| Loạt sút luân lưu                   |          |                                            |
| Kamwendo · Msowoya · Mzava · Malata | 4–3      | Sessègnon · Mama · Angan · Barazé · Adénon |

Tổng tỉ số 1–1. Malawi thắng Bénin trên chấm 11m và giành quyền vào bảng B.
| Tanzania              | 2–2      | Mozambique                       |
| --------------------- | -------- | -------------------------------- |
| Mcha 66', 72' (ph.đ.) | Chi tiết | Domingues 48' (ph.đ.) · Isac 88' |

| Mozambique                    | 2–1      | Tanzania    |
| ----------------------------- | -------- | ----------- |
| Josemar 45+1' · Domingues 81' | Chi tiết | Samatta 75' |

Mozambique thắng với tổng tỉ số 4–3 và giành quyền vào bảng F.

## Vòng bảng
Lễ bốc thăm cho vòng bảng được tổ chức vào ngày 27 tháng 4 năm 2014 tại Cairo, Ai Cập, thi đấu theo thể thức vòng tròn tính điểm để chọn ra 2 đội đứng đầu bảng và đội đứng thứ ba xuất sắc nhất giành quyền tham dự vòng chung kết.
Tiebreakers
Nếu hai hay nhiều đội bằng điểm khi kết thúc vòng bảng, các tiêu chí để xếp hạng như sau:
1. Điểm số
2. Hiệu số bàn thắng
3. Số bàn thắng
4. Số bàn thắng sân khách
5. Nếu sau khi so sánh 4 tiêu chí trên vẫn có hai hay nhiều đội bằng nhau thì lặp lại 4 tiêu chí đó với các đội này. Nếu vẫn bằng nhau thì xét đến các tiêu chí tiếp theo
6. Kết quả thi đấu với các đội trong bảng
  1. Hiệu số bàn thắng
  2. Số bàn thắng
  3. Số bàn thắng sân khách
  4. Chỉ số chơi đẹp
7. Bốc thăm của CAF

| Chú thích                                                                                 |
| ----------------------------------------------------------------------------------------- |
| Hai đội đứng đầu bảng và đội đứng thứ ba xuất sắc nhất giành quyền tham dự vòng chung kết |

### Bảng A
| Đội            | Tr | T | H | B | BT | BB | HS | Đ  |
| -------------- | -- | - | - | - | -- | -- | -- | -- |
| Nam Phi        | 6  | 3 | 3 | 0 | 9  | 3  | +6 | 12 |
| Cộng hòa Congo | 6  | 3 | 1 | 2 | 6  | 6  | 0  | 10 |
| Nigeria        | 6  | 2 | 2 | 2 | 9  | 7  | +2 | 8  |
| Sudan          | 6  | 1 | 0 | 5 | 3  | 11 | −8 | 3  |

|                | Cộng hòa Congo | Nigeria | Cộng hòa Nam Phi | Sudan |
| -------------- | -------------- | ------- | ---------------- | ----- |
| Cộng hòa Congo | —              | 0–2     | 0–2              | 2–0   |
| Nigeria        | 2–3            | —       | 2–2              | 3–1   |
| Nam Phi        | 0–0            | 0–0     | —                | 2–1   |
| Sudan          | 0–1            | 1–0     | 0–3              | —     |

| Sudan | 0–3      | Nam Phi                         |
| ----- | -------- | ------------------------------- |
|       | Chi tiết | Vilakazi 55', 61' · Ndulula 79' |

| Nigeria                  | 2–3      | Cộng hòa Congo                          |
| ------------------------ | -------- | --------------------------------------- |
| Ambrose 13' · Salami 89' | Chi tiết | Oniangue 16' · Bifouma 40', 54' (ph.đ.) |

| Cộng hòa Congo         | 2–0      | Sudan |
| ---------------------- | -------- | ----- |
| Doré 3' · Oniangue 90' | Chi tiết |       |

| Nam Phi | 0–0      | Nigeria |
| ------- | -------- | ------- |
|         | Chi tiết |         |

| Cộng hòa Congo | 0–2      | Nam Phi                  |
| -------------- | -------- | ------------------------ |
|                | Chi tiết | Ndulula 52' · Rantie 54' |

| Sudan        | 1–0      | Nigeria |
| ------------ | -------- | ------- |
| Almadina 41' | Chi tiết |         |

| Nigeria                     | 3–1      | Sudan       |
| --------------------------- | -------- | ----------- |
| Musa 48', 89' · Olanare 65' | Chi tiết | Ibrahim 55' |

| Nam Phi | 0–0      | Cộng hòa Congo |
| ------- | -------- | -------------- |
|         | Chi tiết |                |

| Nam Phi                 | 2–1      | Sudan       |
| ----------------------- | -------- | ----------- |
| Serero 39' · Rantie 53' | Chi tiết | Ibrahim 77' |

| Cộng hòa Congo | 0–2      | Nigeria                        |
| -------------- | -------- | ------------------------------ |
|                | Chi tiết | Uche 59' (ph.đ.) · Olanare 90' |

| Nigeria          | 2–2      | Nam Phi         |
| ---------------- | -------- | --------------- |
| Aluko 68', 90+4' | Chi tiết | Rantie 42', 48' |

| Sudan | 0–1      | Cộng hòa Congo |
| ----- | -------- | -------------- |
|       | Chi tiết | N'Ganga 59'    |

### Bảng B
| Đội      | Tr | T | H | B | BT | BB | HS | Đ  |
| -------- | -- | - | - | - | -- | -- | -- | -- |
| Algérie  | 6  | 5 | 0 | 1 | 11 | 4  | +7 | 15 |
| Mali     | 6  | 3 | 0 | 3 | 8  | 6  | +2 | 9  |
| Malawi   | 6  | 2 | 1 | 3 | 5  | 9  | −4 | 7  |
| Ethiopia | 6  | 1 | 1 | 4 | 7  | 12 | −5 | 4  |

|          | Algérie | Ethiopia | Malawi | Mali |
| -------- | ------- | -------- | ------ | ---- |
| Algérie  | —       | 3–1      | 3–0    | 1–0  |
| Ethiopia | 1–2     | —        | 0–0    | 0–2  |
| Malawi   | 0–2     | 3–2      | —      | 2–0  |
| Mali     | 2–0     | 2–3      | 2–0    | —    |

| Ethiopia              | 1–2      | Algérie                   |
| --------------------- | -------- | ------------------------- |
| Saladin 90+5' (ph.đ.) | Chi tiết | Soudani 35' · Brahimi 83' |

| Mali                   | 2–0      | Malawi |
| ---------------------- | -------- | ------ |
| Sako 52' · Diabaté 90' | Chi tiết |        |

| Malawi                         | 3–2      | Ethiopia                  |
| ------------------------------ | -------- | ------------------------- |
| Nyondo 15', 69' · F. Banda 65' | Chi tiết | Getaneh 45+1' · Saleh 87' |

| Algérie     | 1–0      | Mali |
| ----------- | -------- | ---- |
| Medjani 82' | Chi tiết |      |

| Malawi | 0–2      | Algérie                   |
| ------ | -------- | ------------------------- |
|        | Chi tiết | Halliche 10' · Mesbah 90' |

| Ethiopia | 0–2      | Mali                        |
| -------- | -------- | --------------------------- |
|          | Chi tiết | Diaby 33' · S. Yatabaré 62' |

| Mali                       | 2–3      | Ethiopia                                 |
| -------------------------- | -------- | ---------------------------------------- |
| Sako 31' · M. Yatabaré 68' | Chi tiết | Oumed 35' · Getaneh 45+4' · Abebaw 90+1' |

| Algérie                               | 3–0      | Malawi |
| ------------------------------------- | -------- | ------ |
| Brahimi 1' · Mahrez 45' · Slimani 55' | Chi tiết |        |

| Malawi                     | 2–0      | Mali |
| -------------------------- | -------- | ---- |
| Ng'ambi 64' · Kanyenda 85' | Chi tiết |      |

| Algérie                                 | 3–1      | Ethiopia  |
| --------------------------------------- | -------- | --------- |
| Feghouli 32' · Mahrez 40' · Brahimi 44' | Chi tiết | Oumed 21' |

| Mali                                | 2–0      | Algérie |
| ----------------------------------- | -------- | ------- |
| Keita 28' (ph.đ.) · M. Yatabaré 51' | Chi tiết |         |

| Ethiopia | 0–0      | Malawi |
| -------- | -------- | ------ |
|          | Chi tiết |        |

### Bảng C
| Đội          | Tr | T | H | B | BT | BB | HS | Đ  |
| ------------ | -- | - | - | - | -- | -- | -- | -- |
| Gabon        | 6  | 3 | 3 | 0 | 9  | 4  | +5 | 12 |
| Burkina Faso | 6  | 3 | 2 | 1 | 8  | 4  | +4 | 11 |
| Angola       | 6  | 1 | 3 | 2 | 5  | 5  | 0  | 6  |
| Lesotho      | 6  | 0 | 2 | 4 | 3  | 12 | −9 | 2  |

|              | Angola | Burkina Faso | Gabon | Lesotho |
| ------------ | ------ | ------------ | ----- | ------- |
| Angola       | —      | 0–3          | 0–0   | 4–0     |
| Burkina Faso | 1–1    | —            | 1–1   | 2–0     |
| Gabon        | 1–0    | 2–0          | —     | 4–2     |
| Lesotho      | 0–0    | 0–1          | 1–1   | —       |

| Burkina Faso                  | 2–0      | Lesotho |
| ----------------------------- | -------- | ------- |
| Pitroipa 11' · Al. Traoré 49' | Chi tiết |         |

| Gabon       | 1–0      | Angola |
| ----------- | -------- | ------ |
| Mbingui 44' | Chi tiết |        |

| Angola | 0–3      | Burkina Faso                  |
| ------ | -------- | ----------------------------- |
|        | Chi tiết | Bancé 43' · Pitroipa 49', 58' |

| Lesotho      | 1–1      | Gabon       |
| ------------ | -------- | ----------- |
| Lekhanya 60' | Chi tiết | Madinda 79' |

| Lesotho | 0–0      | Angola |
| ------- | -------- | ------ |
|         | Chi tiết |        |

| Gabon               | 2–0      | Burkina Faso |
| ------------------- | -------- | ------------ |
| Aubameyang 68', 74' | Chi tiết |              |

| Angola                                                   | 4–0      | Lesotho |
| -------------------------------------------------------- | -------- | ------- |
| Bastos 2' · Ary Papel 32' · Koetle 47' (l.n.) · Love 68' | Chi tiết |         |

| Burkina Faso | 1–1      | Gabon      |
| ------------ | -------- | ---------- |
| Pitroipa 30' | Chi tiết | Evouna 77' |

| Lesotho | 0–1      | Burkina Faso |
| ------- | -------- | ------------ |
|         | Chi tiết | Pitroipa 1'  |

| Angola | 0–0      | Gabon |
| ------ | -------- | ----- |
|        | Chi tiết |       |

| Burkina Faso         | 1–1      | Angola             |
| -------------------- | -------- | ------------------ |
| Pitroipa 45' (ph.đ.) | Chi tiết | Djalma 28' (ph.đ.) |

| Gabon                                      | 4–2      | Lesotho             |
| ------------------------------------------ | -------- | ------------------- |
| Madinda 41' · Evouna 52', 81' · Obiang 68' | Chi tiết | Seturumane 56', 75' |

### Bảng D
| Đội          | Tr | T | H | B | BT | BB | HS  | Đ  |
| ------------ | -- | - | - | - | -- | -- | --- | -- |
| Cameroon     | 6  | 4 | 2 | 0 | 9  | 1  | +8  | 14 |
| Bờ Biển Ngà  | 6  | 3 | 1 | 2 | 13 | 11 | +2  | 10 |
| CHDC Congo   | 6  | 3 | 0 | 3 | 10 | 9  | +1  | 9  |
| Sierra Leone | 6  | 0 | 1 | 5 | 3  | 14 | −11 | 1  |

|              | Cameroon | Cộng hòa Dân chủ Congo | Bờ Biển Ngà | Sierra Leone |
| ------------ | -------- | ---------------------- | ----------- | ------------ |
| Cameroon     | —        | 1–0                    | 4–1         | 2–0          |
| CHDC Congo   | 0–2      | —                      | 1–2         | 3–1          |
| Bờ Biển Ngà  | 0–0      | 3–4                    | —           | 2–1          |
| Sierra Leone | 0–0      | 0–2                    | 1–5         | —            |

| CHDC Congo | 0–2      | Cameroon                  |
| ---------- | -------- | ------------------------- |
|            | Chi tiết | N'Jie 44' · Aboubakar 81' |

| Bờ Biển Ngà                | 2–1      | Sierra Leone  |
| -------------------------- | -------- | ------------- |
| Doumbia 64' · Gervinho 66' | Chi tiết | K. Kamara 42' |

| Sierra Leone | 0–2      | CHDC Congo              |
| ------------ | -------- | ----------------------- |
|              | Chi tiết | Mubele 51' · Bokila 88' |

| Cameroon                            | 4–1      | Bờ Biển Ngà  |
| ----------------------------------- | -------- | ------------ |
| N'Jie 14', 75' · Aboubakar 37', 53' | Chi tiết | Y. Touré 24' |

| Sierra Leone | 0–0      | Cameroon |
| ------------ | -------- | -------- |
|              | Chi tiết |          |

| CHDC Congo           | 1–2      | Bờ Biển Ngà           |
| -------------------- | -------- | --------------------- |
| Mongongu 68' (ph.đ.) | Chi tiết | Bony 24' · Gradel 83' |

| Cameroon            | 2–0      | Sierra Leone |
| ------------------- | -------- | ------------ |
| Kweuke 3' · Mbia 7' | Chi tiết |              |

| Bờ Biển Ngà                   | 3–4      | CHDC Congo                                   |
| ----------------------------- | -------- | -------------------------------------------- |
| Y. Touré 24' · Kalou 68', 72' | Chi tiết | Kebano 20' · Kabananga 34' · Bokila 36', 88' |

| Sierra Leone   | 1–5      | Bờ Biển Ngà                                              |
| -------------- | -------- | -------------------------------------------------------- |
| M. Bangura 25' | Chi tiết | K. Touré 7' · Kalou 49', 73' · Gradel 53' · Gervinho 60' |

| Cameroon      | 1–0      | CHDC Congo |
| ------------- | -------- | ---------- |
| Aboubakar 71' | Chi tiết |            |

| Bờ Biển Ngà | 0–0      | Cameroon |
| ----------- | -------- | -------- |
|             | Chi tiết |          |

| CHDC Congo                              | 3–1      | Sierra Leone  |
| --------------------------------------- | -------- | ------------- |
| Bolasie 44', 90' · Mongongu 61' (ph.đ.) | Chi tiết | M. Kamara 27' |

### Bảng E
| Đội    | Tr | T | H | B | BT | BB | HS | Đ  |
| ------ | -- | - | - | - | -- | -- | -- | -- |
| Ghana  | 6  | 3 | 2 | 1 | 11 | 7  | +4 | 11 |
| Guinée | 6  | 3 | 1 | 2 | 10 | 8  | +2 | 10 |
| Uganda | 6  | 2 | 1 | 3 | 4  | 5  | −1 | 7  |
| Togo   | 6  | 2 | 0 | 4 | 7  | 12 | −5 | 6  |

|        | Ghana | Guinée | Togo | Uganda |
| ------ | ----- | ------ | ---- | ------ |
| Ghana  | —     | 3–1    | 3–1  | 1–1    |
| Guinée | 1–1   | —      | 2–1  | 2–0    |
| Togo   | 2–3   | 1–4    | —    | 1–0    |
| Uganda | 1–0   | 2–0    | 0–1  | —      |

| Guinée                             | 2–1      | Togo         |
| ---------------------------------- | -------- | ------------ |
| Soumah 11' (ph.đ.) · Id. Sylla 44' | Chi tiết | J. Ayité 56' |

| Ghana               | 1–1      | Uganda      |
| ------------------- | -------- | ----------- |
| A. Ayew 51' (ph.đ.) | Chi tiết | Mawejje 45' |

| Togo                        | 2–3      | Ghana                                   |
| --------------------------- | -------- | --------------------------------------- |
| F. Ayité 12' · Adebayor 75' | Chi tiết | Gyan 23' · Agyemang-Badu 34' · Atsu 85' |

| Uganda         | 2–0      | Guinée |
| -------------- | -------- | ------ |
| Massa 20', 41' | Chi tiết |        |

| Uganda | 0–1      | Togo      |
| ------ | -------- | --------- |
|        | Chi tiết | Kokou 29' |

| Guinée     | 1–1      | Ghana    |
| ---------- | -------- | -------- |
| Traoré 80' | Chi tiết | Gyan 26' |

| Togo       | 1–0      | Uganda |
| ---------- | -------- | ------ |
| Akakpo 70' | Chi tiết |        |

| Ghana                                              | 3–1      | Guinée         |
| -------------------------------------------------- | -------- | -------------- |
| Gyan 14' · A. Ayew 57' (ph.đ.) · Agyemang-Badu 90' | Chi tiết | M. Yattara 34' |

| Uganda     | 1–0      | Ghana |
| ---------- | -------- | ----- |
| Kabugo 10' | Chi tiết |       |

| Togo                 | 1–4      | Guinée                               |
| -------------------- | -------- | ------------------------------------ |
| Adebayor 70' (ph.đ.) | Chi tiết | Id. Sylla 17' · Soumah 39', 60', 66' |

| Ghana                                             | 3–1      | Togo         |
| ------------------------------------------------- | -------- | ------------ |
| Waris 22' · Mubarak 26' · Ouro-Akoriko 78' (l.n.) | Chi tiết | Segbefia 47' |

| Guinée                          | 2–0      | Uganda |
| ------------------------------- | -------- | ------ |
| Traoré 23' · Soumah 61' (ph.đ.) | Chi tiết |        |

### Bảng F
| Đội        | Tr | T | H | B | BT | BB | HS | Đ  |
| ---------- | -- | - | - | - | -- | -- | -- | -- |
| Cabo Verde | 6  | 4 | 0 | 2 | 9  | 6  | +3 | 12 |
| Zambia     | 6  | 3 | 2 | 1 | 6  | 2  | +4 | 11 |
| Mozambique | 6  | 1 | 3 | 2 | 4  | 4  | 0  | 6  |
| Niger      | 6  | 0 | 3 | 3 | 4  | 11 | −7 | 3  |

|            | Cabo Verde | Mozambique | Niger | Zambia |
| ---------- | ---------- | ---------- | ----- | ------ |
| Cabo Verde | —          | 1–0        | 3–1   | 2–1    |
| Mozambique | 2–0        | —          | 1–1   | 0–1    |
| Niger      | 1–3        | 1–1        | —     | 0–0    |
| Zambia     | 1–0        | 0–0        | 3–0   | —      |

| Zambia | 0–0      | Mozambique |
| ------ | -------- | ---------- |
|        | Chi tiết |            |

| Niger      | 1–3      | Cabo Verde                     |
| ---------- | -------- | ------------------------------ |
| Maâzou 35' | Chi tiết | Rodrigues 4', 25' · Fortes 15' |

| Mozambique           | 1–1      | Niger     |
| -------------------- | -------- | --------- |
| Domingues 5' (ph.đ.) | Chi tiết | Cissé 26' |

| Cabo Verde               | 2–1      | Zambia      |
| ------------------------ | -------- | ----------- |
| Zé Luís 33' · Mendes 77' | Chi tiết | Mulenga 56' |

| Mozambique               | 2–0      | Cabo Verde |
| ------------------------ | -------- | ---------- |
| Kito 44' · Reginaldo 65' | Chi tiết |            |

| Niger | 0–0      | Zambia |
| ----- | -------- | ------ |
|       | Chi tiết |        |

| Zambia                                       | 3–0      | Niger |
| -------------------------------------------- | -------- | ----- |
| Kalaba 57' · Mayuka 73' · Mweene 87' (ph.đ.) | Chi tiết |       |

| Cabo Verde | 1–0      | Mozambique |
| ---------- | -------- | ---------- |
| Héldon 79' | Chi tiết |            |

| Mozambique | 0–1      | Zambia        |
| ---------- | -------- | ------------- |
|            | Chi tiết | Singuluma 67' |

| Cabo Verde                            | 3–1      | Niger       |
| ------------------------------------- | -------- | ----------- |
| Kuca 68' · Héldon 90' · Tavares 90+2' | Chi tiết | Yacouba 70' |

| Zambia       | 1–0      | Cabo Verde |
| ------------ | -------- | ---------- |
| Kampamba 78' | Chi tiết |            |

| Niger       | 1–1      | Mozambique |
| ----------- | -------- | ---------- |
| Yacouba 83' | Chi tiết | Diogo 69'  |

### Bảng G
| Đội      | Tr | T | H | B | BT | BB | HS  | Đ  |
| -------- | -- | - | - | - | -- | -- | --- | -- |
| Tunisia  | 6  | 4 | 2 | 0 | 6  | 2  | +4  | 14 |
| Sénégal  | 6  | 4 | 1 | 1 | 8  | 1  | +7  | 13 |
| Ai Cập   | 6  | 2 | 0 | 4 | 5  | 6  | −1  | 6  |
| Botswana | 6  | 0 | 1 | 5 | 1  | 11 | −10 | 1  |

|          | Botswana | Ai Cập | Sénégal | Tunisia |
| -------- | -------- | ------ | ------- | ------- |
| Botswana | —        | 0–2    | 0–2     | 0–0     |
| Ai Cập   | 2–0      | —      | 0–1     | 0–1     |
| Sénégal  | 3–0      | 2–0    | —       | 0–0     |
| Tunisia  | 2–1      | 2–1    | 1–0     | —       |

| Sénégal              | 2–0      | Ai Cập |
| -------------------- | -------- | ------ |
| Diouf 17' · Mané 45' | Chi tiết |        |

| Tunisia                            | 2–1      | Botswana     |
| ---------------------------------- | -------- | ------------ |
| Khazri 74' · Chikhaoui 89' (ph.đ.) | Chi tiết | Mogorosi 44' |

| Botswana | 0–2      | Sénégal               |
| -------- | -------- | --------------------- |
|          | Chi tiết | Mané 32' · N'Doye 83' |

| Ai Cập | 0–1      | Tunisia            |
| ------ | -------- | ------------------ |
|        | Chi tiết | F. Ben Youssef 14' |

| Botswana | 0–2      | Ai Cập                 |
| -------- | -------- | ---------------------- |
|          | Chi tiết | Elneny 56' · Salah 62' |

| Sénégal | 0–0      | Tunisia |
| ------- | -------- | ------- |
|         | Chi tiết |         |

| Ai Cập                | 2–0      | Botswana |
| --------------------- | -------- | -------- |
| Gamal 51' · Salah 72' | Chi tiết |          |

| Tunisia   | 1–0      | Sénégal |
| --------- | -------- | ------- |
| Sassi 90' | Chi tiết |         |

| Botswana | 0–0      | Tunisia |
| -------- | -------- | ------- |
|          | Chi tiết |         |

| Ai Cập | 0–1      | Sénégal  |
| ------ | -------- | -------- |
|        | Chi tiết | Diouf 8' |

| Tunisia                    | 2–1      | Ai Cập    |
| -------------------------- | -------- | --------- |
| Chikhaoui 52' · Khazri 80' | Chi tiết | Salah 14' |

| Sénégal                         | 3–0      | Botswana |
| ------------------------------- | -------- | -------- |
| Mbodj 21' · Cissé 26' · Sow 72' | Chi tiết |          |

### Thứ tự các đội xếp thứ ba
| Bảng | Đội        | Tr | T | H | B | BT | BB | HS | Đ |
| ---- | ---------- | -- | - | - | - | -- | -- | -- | - |
| D    | CHDC Congo | 6  | 3 | 0 | 3 | 10 | 9  | +1 | 9 |
| A    | Nigeria    | 6  | 2 | 2 | 2 | 9  | 7  | +2 | 8 |
| E    | Uganda     | 6  | 2 | 1 | 3 | 4  | 5  | −1 | 7 |
| B    | Malawi     | 6  | 2 | 1 | 3 | 5  | 9  | −4 | 7 |
| C    | Angola     | 6  | 1 | 3 | 2 | 5  | 5  | 0  | 6 |
| F    | Mozambique | 6  | 1 | 3 | 2 | 4  | 4  | 0  | 6 |
| G    | Ai Cập     | 6  | 2 | 0 | 4 | 5  | 6  | −1 | 6 |

## Danh sách cầu thủ ghi bàn
6 bàn
- Jonathan Pitroipa

5 bàn
- Seydouba Soumah

4 bàn
- Stéphane Sessègnon
- Vincent Aboubakar
- Salomon Kalou
- Tokelo Rantie
- Geofrey Massa

3 bàn
- Yacine Brahimi
- Clinton N'Jie
- Férébory Doré
- Malick Evouna
- Mohamed Salah
- Asamoah Gyan
- Tsepo Seturumane
- Domingues
- Jeremy Bokila
- Daddy Birori

2 bàn
- Riyad Mahrez
- Joel Mogorosi
- Lemponye Tshireletso
- Héldon
- Garry Rodrigues
- Ezechiel N'Douassel
- Thievy Bifouma
- Prince Oniangue
- Yannick Bolasie
- Cédric Mongongu
- Getaneh Kebede
- Oumed Oukri
- Lévy Madinda
- Pierre-Emerick Aubameyang
- Emmanuel Agyemang-Badu
- André Ayew
- Ibrahima Traoré
- Cícero
- Gervinho
- Max Gradel
- Yaya Touré
- Idrissa Sylla
- Gabadinho Mhango
- Atusaye Nyondo
- Bakary Sako
- Mustapha Yatabaré
- Isac
- Josemar
- Sonito
- Moctar Yacouba
- Sone Aluko
- Ahmed Musa
- Aaron Samuel Olanare
- Sadio Mané
- Umaru Bangura
- Bongani Ndulula
- Sibusiso Vilakazi
- Papiss Cissé
- Mame Biram Diouf
- Kara Mbodj
- Moussa Sow
- Salah Ibrahim
- Khamis Mcha
- Emmanuel Adebayor
- Yassine Chikhaoui
- Wahbi Khazri

1 bàn
- Sofiane Feghouli
- Rafik Halliche
- Carl Medjani
- Djamel Mesbah
- Islam Slimani
- El Arbi Hillel Soudani
- Ary Papel
- Bastos
- Djalma Campos
- Love
- Frédéric Gounongbé
- Jerome Ramatlhakwane
- Aristide Bancé
- Alain Traoré
- Léonard Kweuke
- Stéphane Mbia
- Odaïr Fortes
- Kuca
- Ryan Mendes
- Júlio Tavares
- Zé Luís
- Foxi Kéthévoama
- Rodrigue Ninga
- Yacine Saandi
- Ladislas Douniama
- Césaire Gandzé
- Sylvère Ganvoula
- Francis N'Ganga
- Junior Kabananga
- Neeskens Kebano
- Firmin Ndombe Mubele
- Mohamed Elneny
- Amr Gamal
- Dio
- Mauricio Mina
- César Augusto Rivas
- Abebaw Butako
- Saladin Said
- Yussuf Saleh
- Samson Mbingui
- Johann Obiang
- Christian Atsu
- Wakaso Mubarak
- Abdul Majeed Waris
- Mohamed Yattara
- Ansumane Faty
- Wilfried Bony
- Seydou Doumbia
- Kolo Touré
- Ayub Masika
- Johanna Omolo
- Emmanuel Lekhanya
- Mabuti Potloane
- Anthony Laffor
- Carolus Andriamatsinoro
- Faneva Imà Andriatsima
- Frank Banda
- John Banda
- Essau Kanyenda
- Robin Ngalande
- Robert Ng'ambi
- Cheick Diabaté
- Abdoulay Diaby
- Seydou Keita
- Sambou Yatabaré
- Adama Ba
- Bessam
- Ismaël Diakité
- Demba Sow
- Diogo
- Kito
- Mexer
- Reginaldo
- Rudolf Bester
- Mahamane Cissé
- Moussa Maâzou
- Efe Ambrose
- Gbolahan Salami
- Ikechukwu Uche
- Meddie Kagere
- Michel Ndahinduka
- Dame N'Doye
- Moustapha Bangura
- Khalifa Jabbie
- Kei Kamara
- Mohamed Kamara
- Sulaiman Sesay-Fullah
- Thulani Serero
- Bakri Almadina
- Sidumo Shongwe
- John Bocco
- Nadir Haroub
- Mbwana Samatta
- Thomas Ulimwengu
- Serge Akakpo
- Floyd Ayité
- Jonathan Ayité
- Prince Segbefia
- Donou Kokou
- Fakhreddine Ben Youssef
- Ferjani Sassi
- Savio Kabugo
- Hamis Kiiza
- Brian Majwega
- Tony Mawejje
- Robert Ssentongo
- Rainford Kalaba
- Ronald Kampamba
- Emmanuel Mayuka
- Jacob Mulenga
- Kennedy Mweene
- Given Singuluma
- Willard Katsande
- Danny Phiri

phản lưới nhà
- Fernander Kassaï (trong trận gặp Guiné-Bissau)
- Tsoanelo Koetle (trong trận gặp Angola)
- Prince Jetoh (trong trận gặp Lesotho)
- Sadat Ouro-Akoriko (trong trận gặp Ghana)